# مرکوری گرند مارکویس
مرکوری گرند مارکویس (Mercury Grand Marquis) خودرویی است.
این خودرو در کلاس خودرو سایز بزرگ قرار گرفته، طراحی آن خودروهای موتور جلو-محور عقب بوده است. 

## نگارخانه

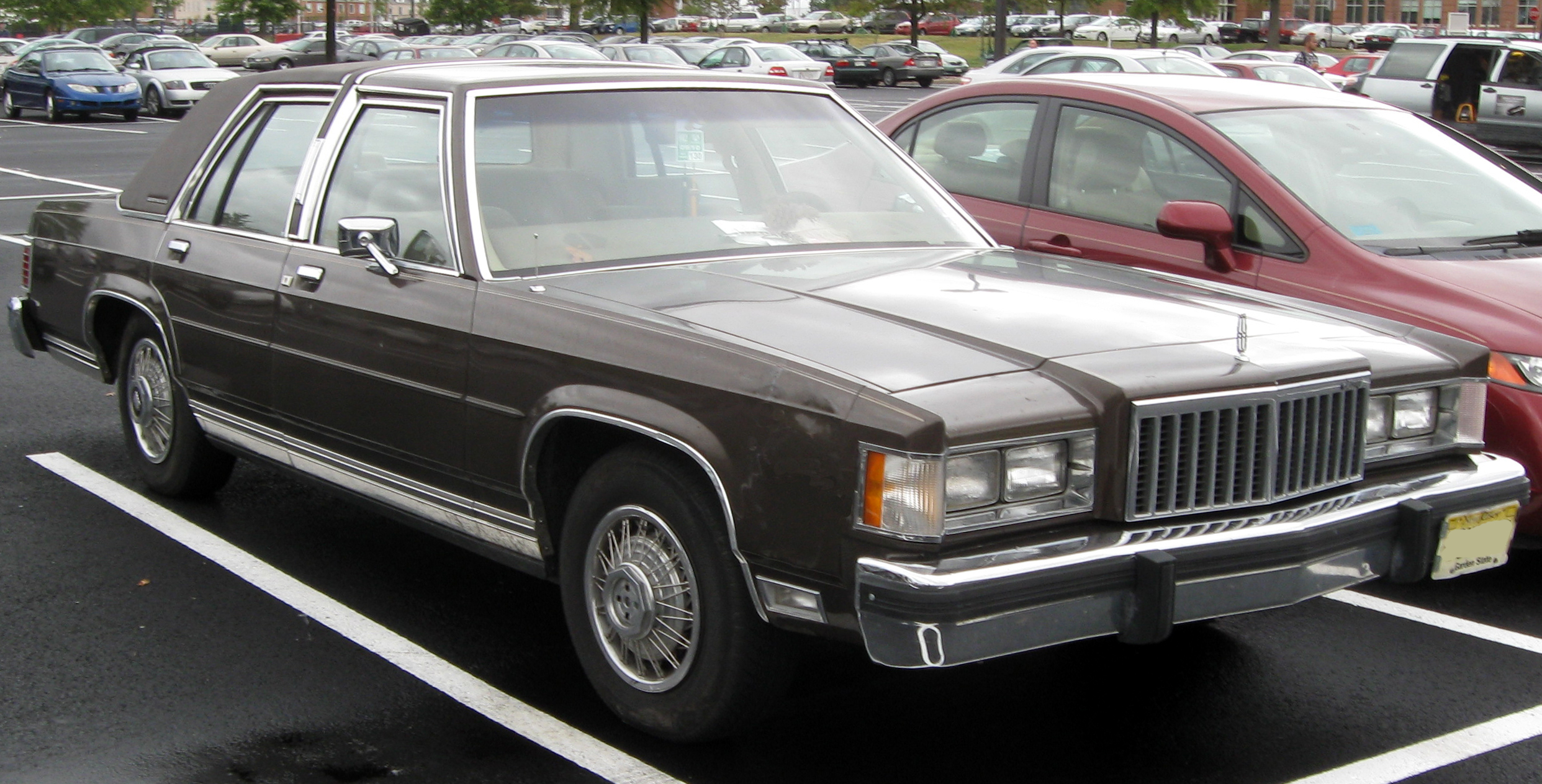
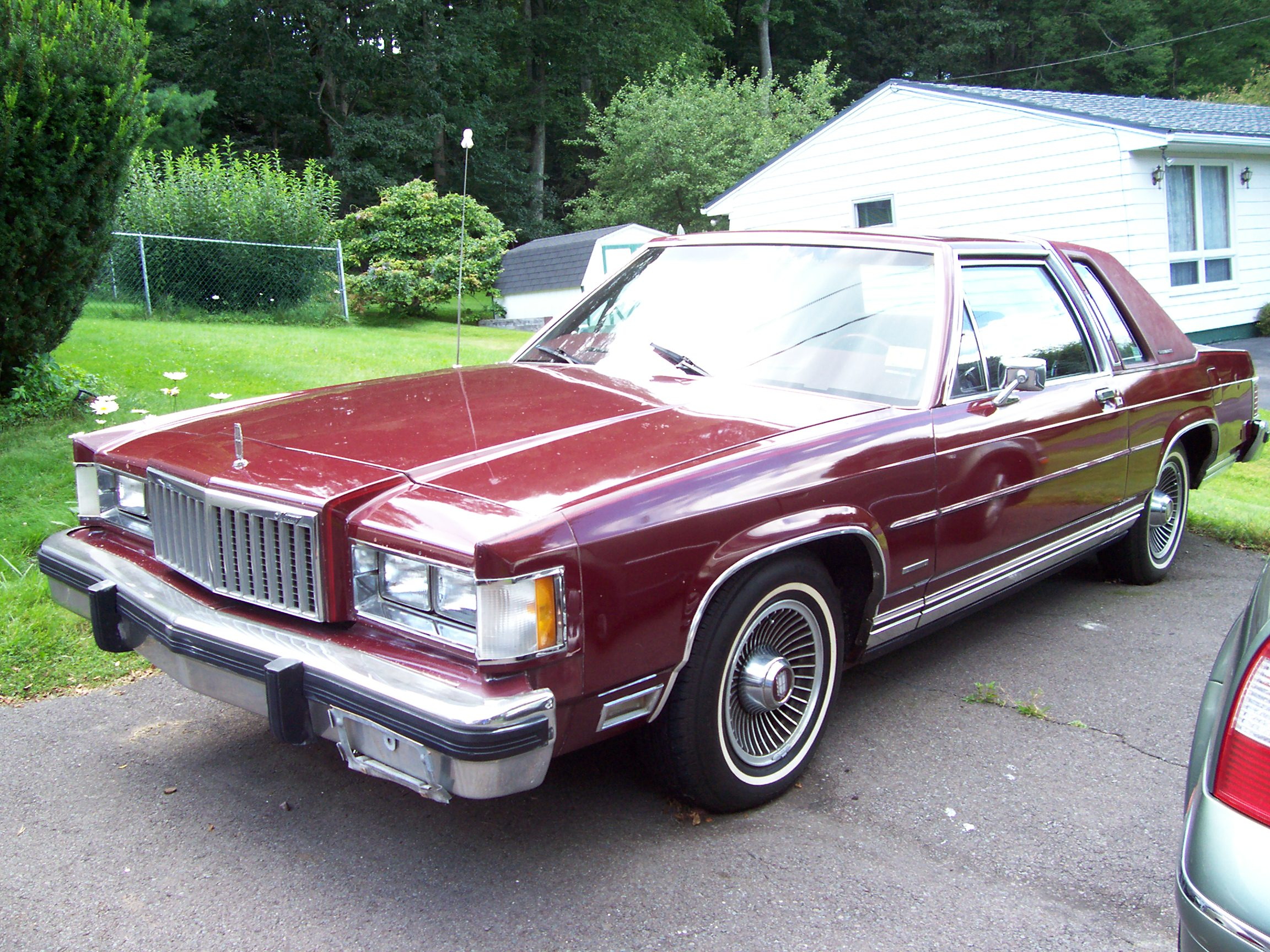
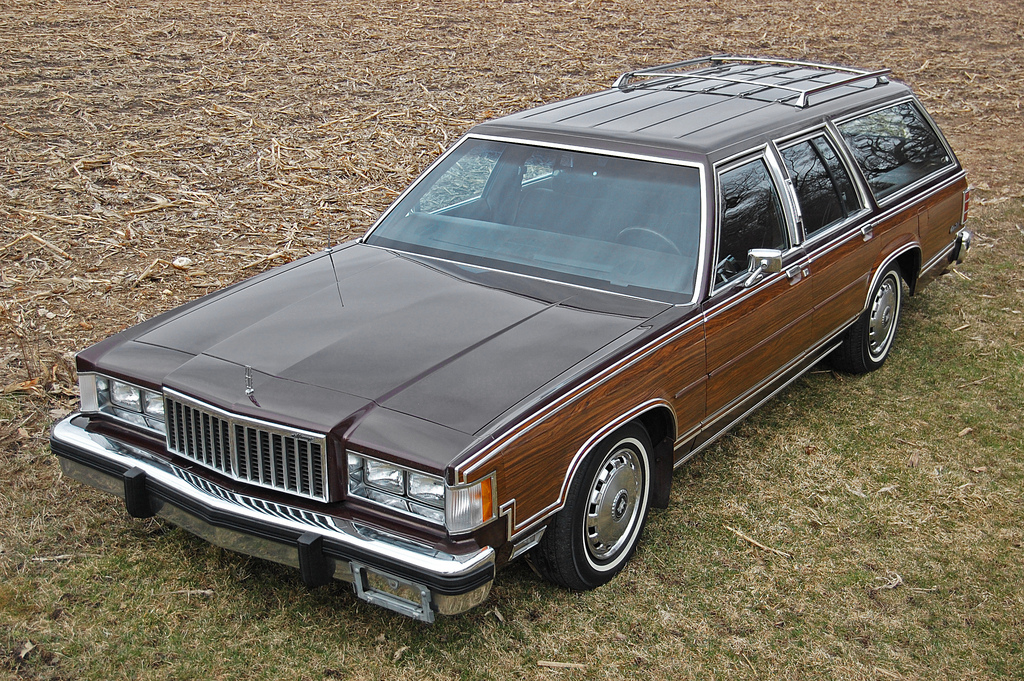
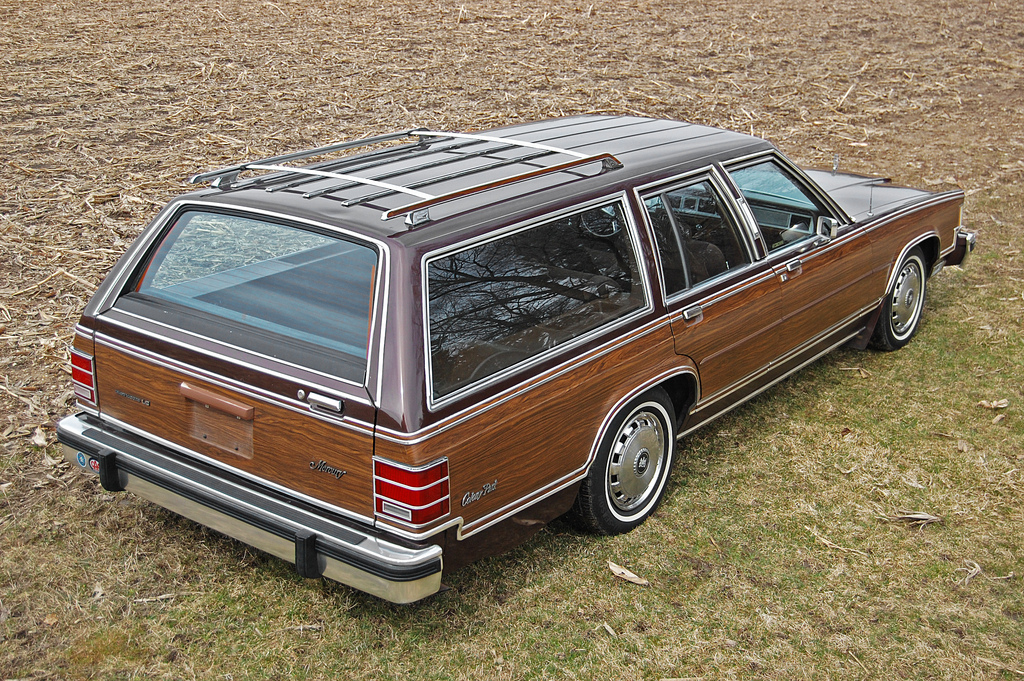